# Rue Tronson-du-Coudray (Reims)
Pour les articles homonymes, voir Rue Tronson-du-Coudray.
La rue Tronson-du-Coudray  est une voie de la commune de Reims, située au sein du département de la Marne, en région Grand Est.

## Situation et accès
Elle passe entre le Palais de justice de Reims et l'Opéra de Reims.

## Origine du nom
Cette rue honore l'avocat rémois Guillaume Alexandre Tronson du Coudray (1750-1798) qui défendit Marie-Antoinette.

## Historique
Après avoir porté le nom de « rue de la Poissonnerie » elle prend sa dénomination actuelle en 1842.

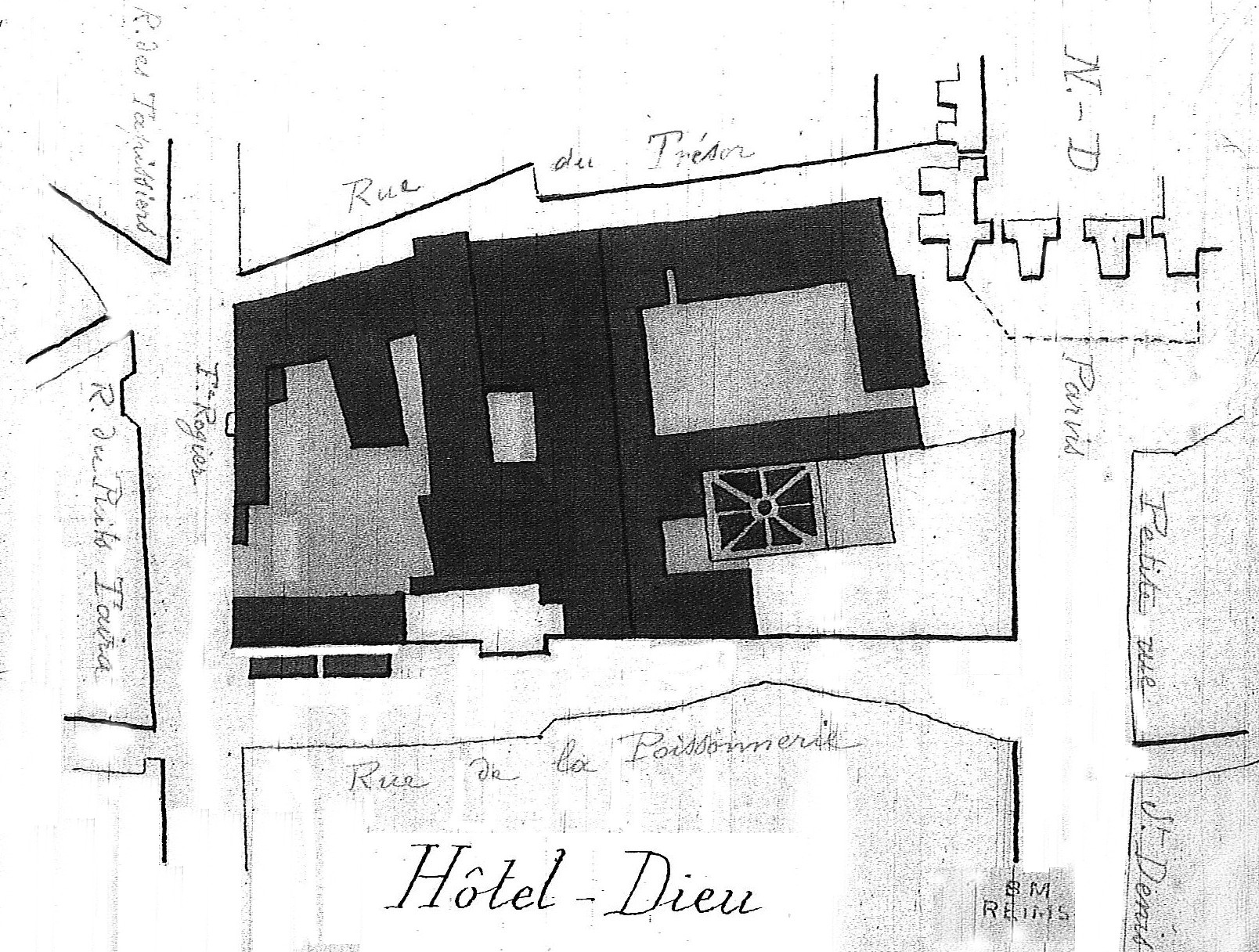
En 1828, la rue de la Poissonnerie longeant l'Hôtel-Dieu.
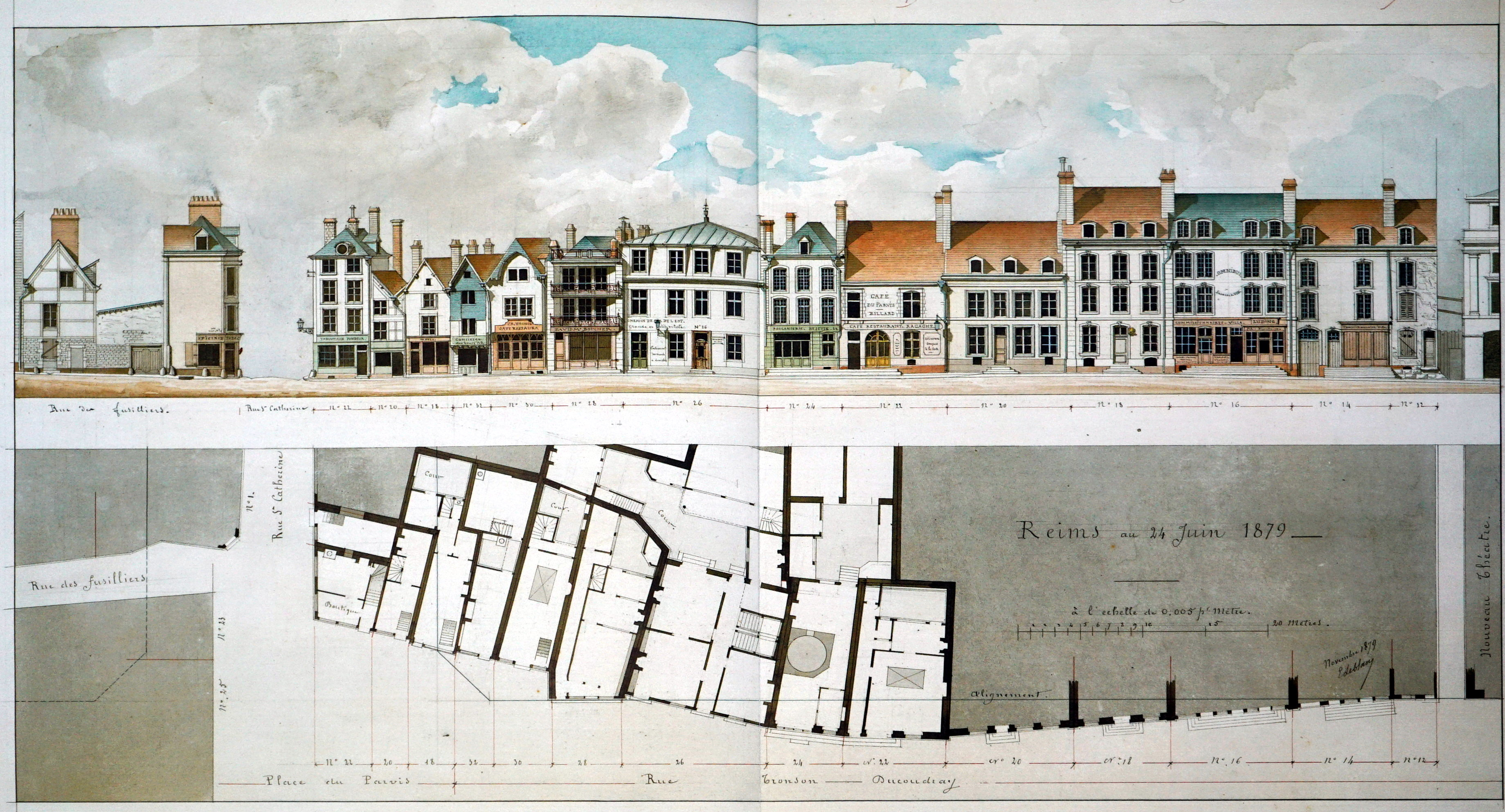
face ouest en 1878.
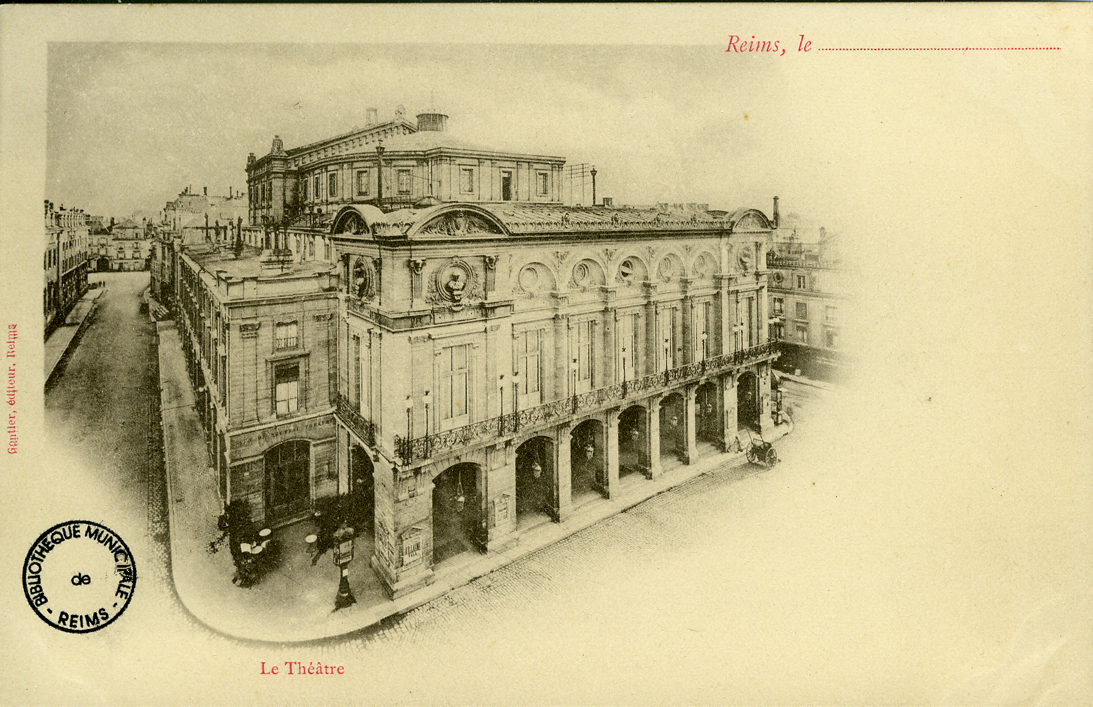
Longeant l'opéra.
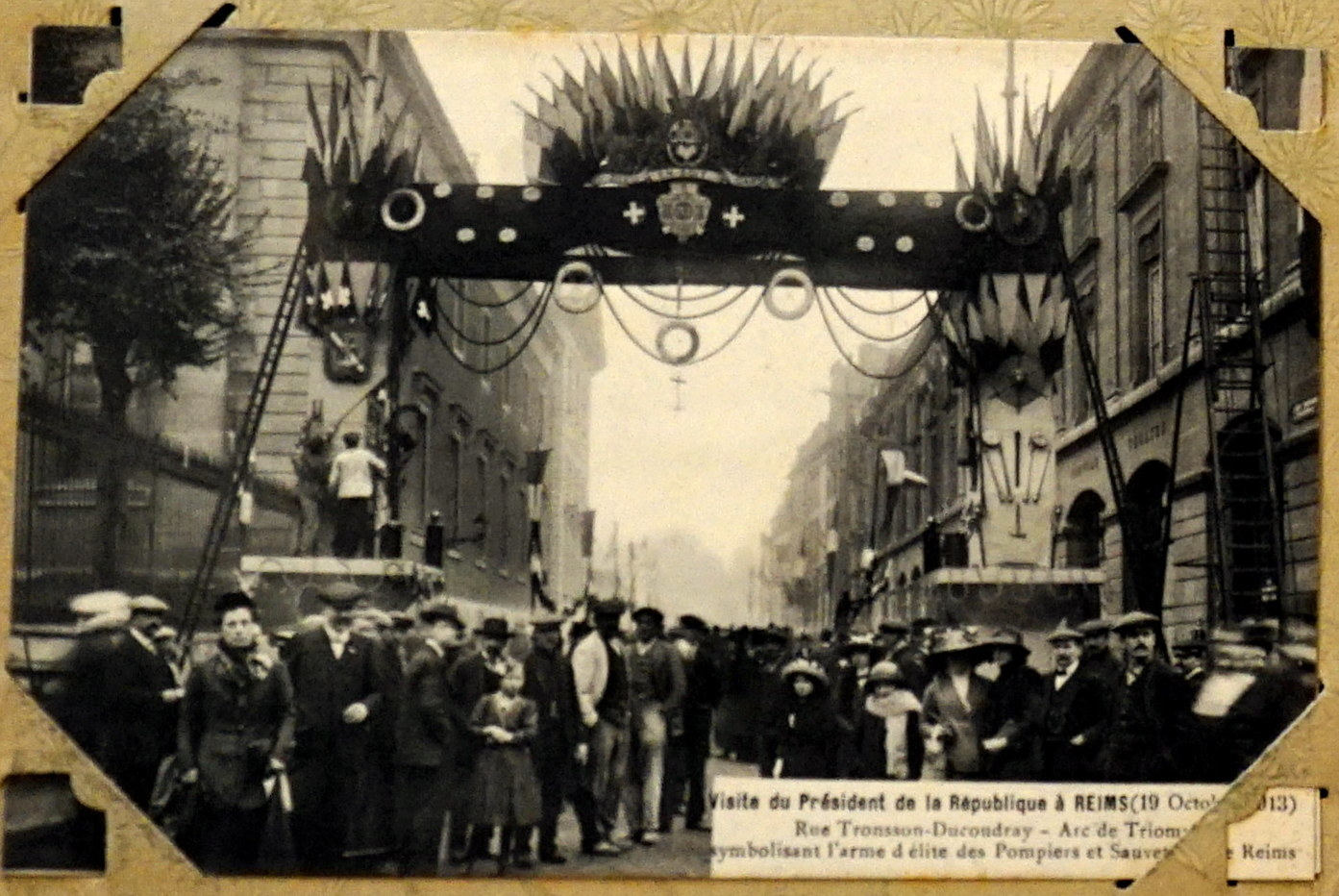
En 1913 avec un arc de triomphe des pompiers.

## Bâtiments remarquables et lieux de mémoire
- Opéra de Reims.
- Palais de justice de Reims.
- L'ancienne caserne des pompiers dite Caserne Chanzy, à la suite du déménagement dans la nouvelle caserne Reims-Marchandeau est réhabilitée en hôtel de luxe quatre étoiles depuis 2019, afin de préserver l'histoire du quartier car les façades sont préservées[1].